# چیژگورا
چیژگورا (به لاتین: Chizhgora) یک منطقهٔ مسکونی در روسیه است که در استان آرخانگلسک واقع شده‌است.